# Błaszki
Pour la commune, voir Błaszki (gmina).
Błaszki est une ville polonaise située dans le powiat de Sieradz de la voïvodie de Łódź.